# Donald L. Iglehart
Donald Lee Iglehart (né le 11 mai 1933 à Baltimore) est un mathématicien américain qui travaille en recherche opérationnelle, théorie des probabilités et statistique mathématique.

## Biographie
Iglehart obtient en 1956 un bachelor en physique à l'université Cornell et un master en 1959 à l'université Stanford, où il reçoit un Ph. D. en statistique mathématique en 1961 sous la direction de Herbert Scarf et Samuel Karlin (titre de la thèse : Dynamic programming and stationary analysis of inventory problems). En 1961 il devient professeur assistant, puis associé à l'université Cornell ; de 1967 à 1999 il est professeur de recherche opérationnelle à l'université Stanford, où il est doyen de la faculté entre 1985 et 1990. Il est professeur émérite depuis 1999.

## Recherche
Iglehart travaille sur les chaînes de Markov, la théorie mathématique des inventaires, les théorèmes limite en théorie des files d'attente, simulation stochastique et convergence faible de mesures de probabilité. Avec Ward Whitt, un de ses thésards, il développe des approximations pratiques pour des systèmes surchargés et leurs limites diffuses. Ces recherches ont trouvé des applications dans les réseaux de télécommunication et dans la production industrielle et leur simulation informatique.
Iglehart a par ailleurs introduit de nouvelles méthodes « régénératives » pour l'exploitation de la précision de simulations stochastiques, en coopération avec Gerald Shedler et Peter Winston Gunnar Glynn ; ils introduisent les techniques d'« Importance Sampling ». Avec Samuel Karlin il étudie les problèmes mathématiques des gestions de stocks (Infinite-horizon inventory problem).
Parmi ses thésards, il y a Peter W. Glynn, Richard Durrett (en) et Ward Whitt.

## Prix et distinctions
En 2002, Iglehart reçoit le prix de théorie John-von-Neumann. Il est élu membre de l'Académie nationale d'ingénierie des États-Unis en 1999 et il est Fellow de l'Institut de statistique mathématique.

## Publications (sélection)
- Donald L. Iglehart et Ward Whitt, « Multiple Channel Queues in Heavy Traffic I », Advances in Applied Probability, vol. 2, no 1,‎ 1970, p. 150-177 (lire en ligne, consulté le 30 juillet 2018).
- Donald L. Iglehart et Ward Whitt, « Multiple Channel Queues in Heavy Traffic II: Sequences, Networks, and Batches », Advances in Applied Probability, vol. 2, no 2,‎ 1970, p. 355-369 (lire en ligne, consulté le 30 juillet 2018).
- Donald L. Iglehart et Ward Whitt, « The Equivalence of Functional Central Limit Theorems for Counting Processes and Associated Partial Sums », Annals of Mathematical Statistics, vol. 42, no 4,‎ 1971, p. 1372-1378.
- Donald L. Iglehart et Gerald S. Shedler, Regenerative Simulation of Response Times in Networks of Queues, Springer Verlag, coll. « Lecture Notes in Control and Information Sciences » (no 26), 1980 (réimpression 2004), 204 p. (ISBN 9783662167465).